# Вірджинець (фільм, 1923)
«Вірджинець» (англ. The Virginian) — американський вестерн режисера Тома Формана 1923 року.

## Сюжет
Моллі Вуд приїжджає в невелике західне містечко, щоб стати новою сільською вчителькою. Вірджинець, виконроб на місцевому ранчо, клянеться Моллі, що він змусить її полюбити його. Найкращий друг вірджинця, Стів, приєднується до поганих хлопців на чолі з Стрампасом. Вірджинець ловить їх на крадіжці рогатої худоби. Трампасу вдається втекти, при втечі він стріляє вірджинцеві в спину. Моллі закохується в нього в той момент коли піклується про нього і його ранах. Вони планують одружитися, але в день їхнього весілля повертається Трампас.

## У ролях
- Кеннет Герлан — Вірджинець
- Флоренс Відор — Моллі Вуд
- Расселл Сімпсон — Трампас
- Пет О’Меллі — Стів
- Реймонд Гаттон — Шорті
- Мілтон Росс — суддя Генрі
- Сем Аллен — Дядя Г'юі
- Берт Гедлі — іспанець Ед